# Högholmen (vid Hitis, Kimitoön)
För andra betydelser, se Högholmen (olika betydelser).
Högholmen är klippig mindre ö strax öster om Hitis by i Dragsfjärd i sydvästra Finland.
Vid Högholmens västra strand ses under vattenytan tydliga lämningar av en medeltida kaj jämte bryggor, sedan länge kända av ortsborna och av den antikvariska forskningen sedan 1871. Platsen undersöktes av Museiverket under några säsonger i mitten av 1970-talet. Såväl radiokoldateringar som dendrokronologiska resultat visar, att hamnen anlagts under 1300-talets sista decennier. Det arkeologiska fyndmaterialet, som omfattar bland annat medeltida silvermynt, glas, tärningar av horn och ben, en sigillstamp av brons och utsökta silverbeslag till en järnkniv, tillhör samma tid.
På Högholmen har funnits byggnader, som förstörts av eld och det är troligt, att ön haft såväl en merkantil som militär funktion. Strategiskt sett låg Högholmen väl till och dess uppgift kan ha varit att kontrollera den sedan gammalt så viktiga österleden (danska itinerariet). I augusti 1347 undertecknade den svenske kungen Magnus Eriksson två brev i "Kyrkioswnd", vilket snarare torde avse Högholmen än Kyrksundet mellan Rosala och Hitis.